# Europese weg 009
De Europese Weg 009 of E009 is een Europese weg die loopt van Dzjirgatol in Tadzjikistan door de Afghaanse Wachan-corridor naar de grens met China.

## Algemeen
De Europese weg 009 is een Klasse B-verbindingsweg en verbindt het Tadzjiekse Dzjirgatol met de Chinese grens en komt hiermee op een afstand van ongeveer 700 kilometer. De route is door de UNECE als volgt vastgelegd: Dzjirgatol - Choroegh - Isjkosjim - grens met Afghanistan - Langar - grens met China.